# (523700) 2014 GM54
(523700) 2014 GM54, também escrito como 2014 GM54, é um objeto transnetuniano localizado no Cinturão de Kuiper, uma região do sistema solar. Este corpo celeste é classificado como plutino. Ele possui uma magnitude absoluta de 7,16 e tem um diâmetro estimado com cerca de 180 quilometros.

## Descoberta
(523700) 2014 GM54 foi descoberto no dia 5 de abril de 2014 pelo Pan-STARRS 1.

## Órbita
A órbita de (523700) 2014 GM54 tem uma excentricidade de 0,385 e possui um semieixo maior de 39,302 UA. O seu periélio leva o mesmo a uma distância de 24,148 UA em relação ao Sol e seu afélio a 54,456 UA.